# 팬아메리칸 게임
팬아메리칸 게임(영어: Pan American Games, 스페인어: Juegos Panamericanos)은 4년마다 열리는 아메리카 대륙 국가들을 위한 종합 스포츠 경기 대회이며, 범아메리카 스포츠 기구가 국제 올림픽 위원회의 감독 아래 주관하고 있다. 동계 팬아메리칸 게임은 첫 대회인 1990년 동계 팬아메리칸 게임 이후로 열리지 않고 있으며 청소년 팬아메리칸 게임과 각종 지역 대회도 열리고 있다. 대회에서는 미국이 압도적인 우위를 차지하고 있으며 북미와 남미의 강호들이 출전하는 축구 종목이 큰 볼거리이다. 다른 종목에 비해 축구 실력만 비약적으로 뛰어나며 축구는 브라질과 아르헨티나가 압도적인 우위를 차지하고 있다.
선수들은 각자 본국의 올림픽 위원회에 의해 선발된다. 예를 들어 캐나다, 미국 국적의 선수는 각각 캐나다, 미국 올림픽 위원회를 거쳐 팬아메리칸 게임에 출전하게 된다. 흔히 선수의 국가(國歌)와 국기가 메달 시상식에 쓰이며, 각 나라의 메달 현황을 보여주는 표도 쓰인다.

## 참가국
| - 가이아나 - 과테말라 - 그레나다 - 네덜란드령 안틸레스 - 니카라과 - 도미니카 공화국 - 도미니카 연방 - 멕시코 - 미국 - 미국령 버진아일랜드 - 바베이도스 - 바하마 - 버뮤다 - 베네수엘라 - 벨리즈 - 볼리비아 - 브라질 - 세인트루시아 - 세인트빈센트 그레나딘 - 세인트키츠 네비스 - 수리남 - 아루바 - 아르헨티나 - 아이티 - 앤티가 바부다 - 에콰도르 - 엘살바도르 - 영국령 버진아일랜드 - 온두라스 - 우루과이 - 자메이카 - 칠레 - 캐나다 - 케이맨 제도 - 코스타리카 - 콜롬비아 - 쿠바 - 트리니다드 토바고 - 파나마 - 파라과이 - 페루 - 푸에르토리코 - 하와이주 |

## 역대 대회
| 대회 | 개최 도시        | 개최국          | 날짜                         | 참가 선수 | 참가 국가 | 경기 종목 |
| ---- | ---------------- | --------------- | ---------------------------- | --------- | --------- | --------- |
| 1    | 부에노스아이레스 | 아르헨티나      | 1951년 2월 25일 - 3월 9일    | 2,513     | 21        | 18        |
| 2    | 멕시코시티       | 멕시코          | 1955년 3월 12일 - 3월 26일   | 2,583     | 22        | 17        |
| 3    | 시카고           | 미국            | 1959년 8월 27일 - 9월 7일    | 2,263     | 25        | 18        |
| 4    | 상파울루         | 브라질          | 1963년 4월 20일 - 5월 5일    | 1,665     | 22        | 19        |
| 5    | 위니펙           | 캐나다          | 1967년 7월 23일 - 8월 6일    | 2,361     | 29        | 18        |
| 6    | 칼리             | 콜롬비아        | 1971년 7월 30일 - 8월 13일   | 2,935     | 32        | 18        |
| 7    | 멕시코시티       | 멕시코          | 1975년 10월 12일 - 10월 26일 | 3,146     | 33        | 18        |
| 8    | 산후안           | 푸에르토리코    | 1979년 7월 1일 - 7월 15일    | 3,700     | 34        | 22        |
| 9    | 카라카스         | 베네수엘라      | 1983년 8월 14일 - 8월 29일   | 3,426     | 36        | 23        |
| 10   | 인디애나폴리스   | 미국            | 1987년 8월 8일 - 8월 23일    | 4,453     | 38        | 30        |
| 11   | 아바나           | 쿠바            | 1991년 8월 2일 - 8월 18일    | 4,519     | 39        | 26        |
| 12   | 마르델플라타     | 아르헨티나      | 1995년 3월 12일 - 3월 26일   | 5,144     | 42        | 34        |
| 13   | 위니펙           | 캐나다          | 1999년 7월 23일 - 8월 8일    | 5,275     | 42        | 34        |
| 14   | 산토도밍고       | 도미니카 공화국 | 2003년 8월 1일 - 8월 17일    | 5,196     | 42        | 35        |
| 15   | 리우데자네이루   | 브라질          | 2007년 7월 13일 - 7월 29일   | 5,633     | 42        | 41        |
| 16   | 과달라하라       | 멕시코          | 2011년 10월 13일 - 10월 30일 | 5,996     | 42        | 36        |
| 17   | 토론토           | 캐나다          | 2015년 7월 10일 - 7월 26일   | 6,132     | 41        | 36        |
| 18   | 리마             | 페루            | 2019년 7월 26일 - 8월 11일   | 6,668     | 41        | 39        |
| 19   | 산티아고         | 칠레            | 2023년 10월 20일 - 11월 5일  |           |           |           |

### 동계 팬아메리칸 게임
| 대회 | 개최 도시  | 개최국     | 날짜                       | 참가 선수 | 참가 국가 | 경기 종목 |
| ---- | ---------- | ---------- | -------------------------- | --------- | --------- | --------- |
| 1    | 라스레냐스 | 아르헨티나 | 1990년 9월 16일 - 9월 22일 | 97        | 8         | 1         |
| 2    | 산티아고   | 칠레       | 1993년                     | 취소      | 취소      | 취소      |

## 같이 보기
- 중앙아메리카·카리브해 경기 대회
- 남아메리카 게임
- 올림픽
- 월드 게임
- 코먼웰스 게임